# Wilhelm Sültenfuß
Wilhelm Sültenfuß (* 24. August 1844 in Kaiserswerth bei Düsseldorf; † 17. Oktober 1924 in Düsseldorf) war ein deutscher Architekt des Historismus.

## Leben
Wilhelm Sültenfuß trat vor allem als katholischer Kirchenbaumeister in Erscheinung. Seine Hauptwerke, Kirchen in Formen der Neogotik und Neoromanik, entstanden überwiegend in dem Jahrzehnt von 1900 bis 1910 in Düsseldorf.
Sein Sohn, der an der Planung einiger Projekte mit beteiligt war, ist der 1872 in Königsborn geborene Architekt Paul Sültenfuß, wo seinerzeit Wilhelm Sültenfuß als technischer Direktor der Saline Königsborn wirkte. 1882 wurde Sültenfuß mit der Gestaltung der Bäderbauten von Bad Hamm beauftragt.
1887 gründete Wilhelm Sültenfuß in Hannover die Hannoversche Kunstanstalt für Lichtdruck.
Nach Urkunden im Stadtarchiv Düsseldorf sollte Sültenfuß im Jahr 1910 auf Anregung des Regierungspräsidenten eine Ehrung zuteilwerden, etwa die Verleihung eines Professorentitels, zu der es allerdings nie gekommen zu sein scheint. In diesem Zusammenhang wurde eine Vita zusammengestellt: „Als erste selbstständige Arbeit von Bedeutung ist der Entwurf und die Ausführung der Mellin’schen Stiftung mit Kirche für beide Konfessionen in Werl zu nennen. Nach deren Fertigstellung wurde er Baumeister und technischer Direktor der Gewerkschaft Königsborn bei Unna, führte die Neubauten der sämtlichen Sool- und Thermalbäder von Königsborn und der Stadt Hamm, sowie die über 20 km langen Leitungen der Thermalquelle Werries durch die Stadt Hamm nach Unna-Königsborn mit den maschinellen Gebäuden aus, ebenso Salinenbauten, Gebäude über Tage der Zeche Königsborn und Arbeiterwohnungen. Zugleich entwarf und leitete er Schulbauten des Amtes Unna-Camen, Unna-Königsborn und Unna, ferner Kirchen von Unna und Lünen, für beide Konfessionen, mehrere Villen, Geschäftshäuser und das größte Gut in Rindern bei Hamm. Nachdem er die Tätigkeit bei der Gewerkschaft Königsborn freiwillig aufgegeben hatte, setzte er in Hannover und Wien an den Hochschulen daselbst seine Studien fort. […] Von vaterländischer und königstreuer Gesinnung, bekennt er sich in politischer Hinsicht als Anhänger der Zentrumspartei, ohne indessen besonders hervorzutreten.“

## Bauten

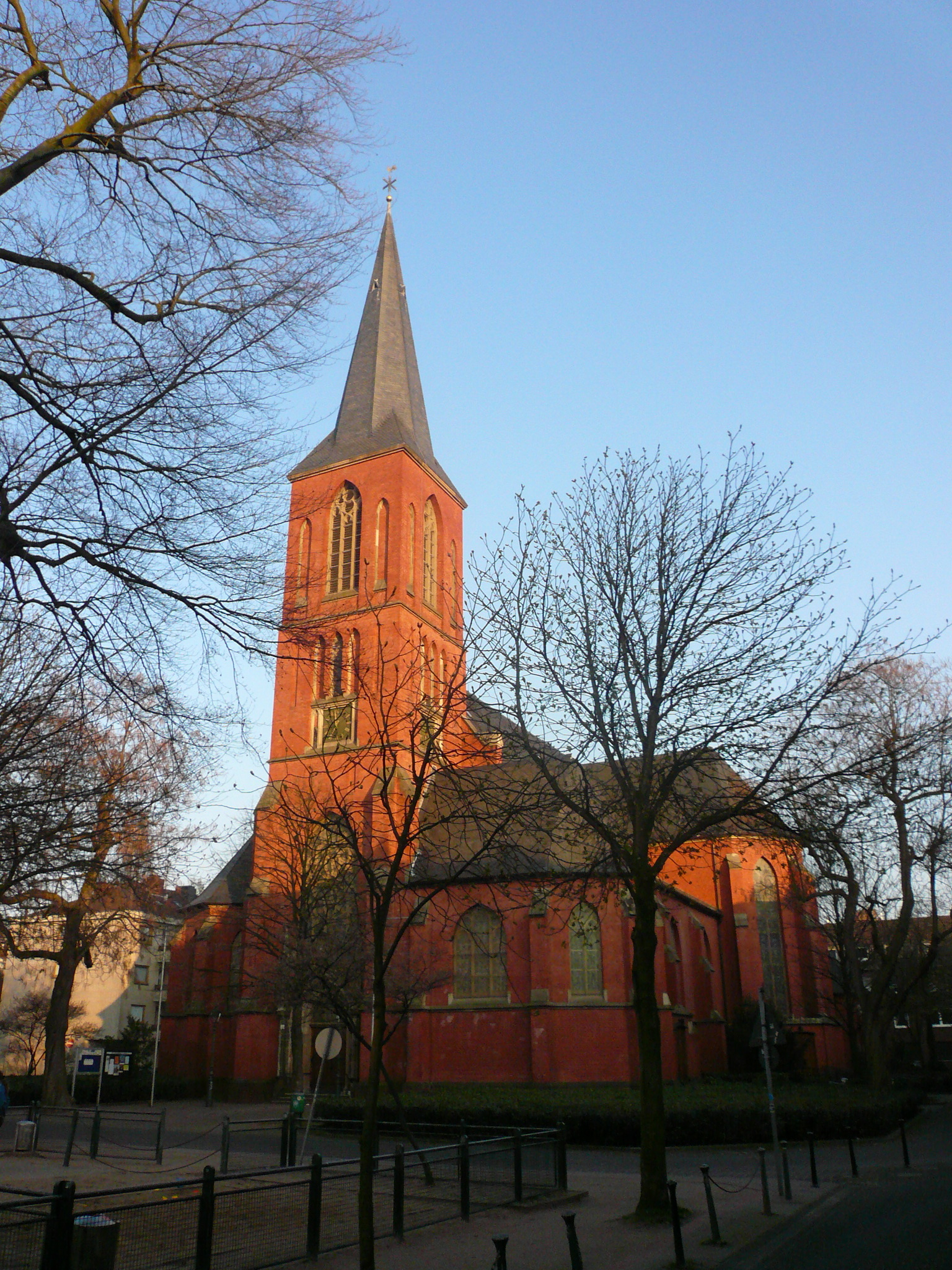
Kath. Pfarrkirche St. Gertrud in Düsseldorf-Eller von 1901

| 1890–1891 | Restaurierung und Erweiterung der Pfarrkirche St. Peter in Spellen                                                      |
| 1891–1894 | Bauleitung bei der Ausführung der Pfarrkirche St. Marien in Oberhausen nach Entwurf von Friedrich von Schmidt           |
| 1892      | Klostergebäude in Düsseldorf-Friedrichstadt, Talstraße 104 (unter Denkmalschutz)                                        |
| 1893–1894 | Chor und zwei Joche der Pfarrkirche Herz Jesu in Düsseldorf-Urdenbach (gemeinsam mit seinem Sohn Paul)                  |
| 1895–1897 | Kirche St. Anna in Thier                                                                                                |
| 1900–1901 | Pfarrkirche St. Gertrud in Düsseldorf-Eller                                                                             |
| 1901–1903 | Pfarrkirche St. Cäcilia in Düsseldorf-Benrath                                                                           |
| 1901      | Pfarrhaus der Kirchengemeinde St. Benediktus in Düsseldorf-Heerdt, Alt-Heerdt 9 (unter Denkmalschutz)                   |
| 1904      | Pflegehaus der Kirchengemeinde St. Benediktus in Düsseldorf-Heerdt                                                      |
| 1903–1906 | Pfarrkirche St. Engelbert in Mülheim an der Ruhr                                                                        |
| 1905      | Pfarrkirche St. Joseph in Düsseldorf-Holthausen                                                                         |
| 1905–1909 | Pfarrkirche St. Antonius in Düsseldorf-Friedrichstadt (gemeinsam mit seinem Sohn Paul)                                  |
| 1907–1910 | Pfarrkirche St. Maria Rosenkranz in Düsseldorf-Wersten (gemeinsam mit seinem Sohn Paul)                                 |
| 1908?     | Aufstockung des Klosters Haus Aspel in Haldern (Niederrhein)                                                            |
| 1911      | Gemeindehaus der Kirchengemeinde St. Jacobus, gen. „Reichshof“, in Hilden (2014 abgebrochen)                            |
| 1911–1912 | Pfarrkirche St. Sebastian in (Grevenbroich-)Hülchrath                                                                   |
| 1913–1914 | Pfarrkirche St. Stephanus in Selgersdorf                                                                                |
| 1914      | Erweiterung und Bau des Turms der Pfarrkirche Herz Jesu in Düsseldorf-Urdenbach (gemeinsam mit seinem Sohn Paul)        |
| 1913–1915 | Pfarrkirche St. Georg in Korschenbroich-Liedberg                                                                        |
|           | weitere Kirchen in – Bechem – Immigrath – Linde – Lünen – Merken – Niert(?) – Unna – Wuppertal, Ortslage Blombacherbach |
|           | ein großes Krankenhaus in Mülheim an der Ruhr                                                                           |
|           | ein Krankenhaus in Oberhausen                                                                                           |
|           | Um- und Neubau des Kath. Krankenhauses und der Höheren Töchterschule in Rees                                            |